# 鄂圭俊
鄂圭俊（1942年—），别名鄂国俊，土族，青海西宁人，中国画家，上海油画雕塑院一级美术师，曾任中国美术家协会理事。